# بخش سیرماور
بخش سیرماور (به انگلیسی: Sirmaur district) یک منطقهٔ مسکونی در هند است که در هیماچال پرادش واقع شده‌است. بخش سیرماور ۲٬۸۲۵ کیلومتر مربع مساحت و ۵۲۹٬۸۵۵ نفر جمعیت دارد.